# فرط النشاط الودي الانتيابي
فرط النشاط الودي الانتيابي، هو متلازمة تحدث فيها نوبات من ارتفاع نشاط الجهاز العصبي الودي. يتجلى فرط نشاط الجهاز العصبي الودي في زيادة معدل ضربات القلب وعدد مرات التنفس والتعرق وارتفاع ضغط الدم والحرارة. أطلق اسم خلل الوظائف المستقلة على المتلازمة في السابق، ولكنها تعتبر حاليًا شكل خاص منه. قد يشير البعض للمتلازمة بالعاصفة الودية أو اختلال التوازن الودي الانتيابي المصاحب لخلل التوتر العضلي. ومع ذلك، اعتمدت الدراسات مؤخرًا اسم فرط النشاط الودي الانتيابي لضمان خصوصية المرض. يبدو أن المتلازمة تصيب الأفراد صغار السن بشكل أكثر من كبار السن والرجال أكثر من النساء. لا يوجد سبب معروف لحدوث ذلك، ولكن قد يعزى الأمر لروابط فيزيولوجية مرضية. تصيب النوبات المرضى الذين تعرضوا لإصابات دماغ رضية بمعدل مريض من كل ثلاثة مرضى. يرتبط فرط النشاط الودي الانتيابي أيضًا بنقص التأكسج الحاد والنزف تحت العنكبوتية والنزف المخي واستسقاء الرأس.

## العلامات والأعراض
تتضمن أعراض وعلامات فرط النشاط الودي الانتيابي ما يلي:
- فرط الحرارة.
- تسرع القلب.
- ارتفاع ضغط الدم.
- تسرع التنفس.
- فرط التعرق أو التعرق بشكل عام.
- وضعية تشير لخلل توتر عضلي.
- اتساع حدقة العين.
- التورد.

تتطور الأعراض بسرعة في الحالات التالية لإصابات الدماغ الرضية، ويحدث ذلك عادةً خلال أسبوع. تبدأ الأعراض بالظهور بعد الإصابة بنحو 5.9 أيام وسطيًا. تختلف النوبات عن بعضها البعض بالمدة ومعدل الوقوع. تستمر النوبة لبضع دقائق وقد تدوم لعشر ساعات، وقد تحدث عدة مرات في اليوم. تستمر النوبة نحو 30.8 دقيقة وسطيًا وتحدث من خمس إلى ست مرات في اليوم. قد تبدأ النوبات تلقائيًا بشكل طبيعي أو بتحريض من محفزات خارجية. تتضمن المحفزات الشائعة الألم أو الانفعال وعطف الجسم أو القيام بحركات معينة وتمدد المثانة. لوحظ تمدد المثانة مع الاستخدام المتزامن للقثطرة لدى مرضى وحدات العناية المركزة. قد تستمر أعراض فرط النشاط الودي الانتيابي من أسابيع إلى سنوات بعد ظهوره الأولي. بمرور الوقت، تصبح النوبات أقل تواترًا في الحدوث ولكنها تستمر لفترات طويلة.

## الأسباب
يوجد الكثيرة من الأسباب التي قد تؤدي إلى ظهور أعراض فرط النشاط الودي الانتيابي. مع ذلك، تبقى المسارات أو الأسباب الدقيقة لتطور المتلازمة غير معروفة. قد يحدث فرط النشاط الودي الانتيابي نتيجة إصابات الدماغ الرضية ونقص التأكسج والسكتة الدماغية والتهاب الدماغ بأضداد المستقبلات نمدا (يخضع ارتباطه للدراسة) وإصابات النخاع الشوكي والعديد من الإصابات الدماغية الأخرى. إضافةً لذلك، تقود الأمراض النادرة إلى تطور المتلازمة أيضًا -كحدوثها بعد الإصابة بالورم السلي داخل الجمجمة مثلًا. قد تؤدي تلك الحالات إلى تطور فرط النشاط الودي الانتيابي أو ترافقه فقط، وتبقى الفيزيولوجيا المرضية وراء تلك الأمراض والمتلازمة غير مفهومة جيدًا.

## العلاج
يعالج فرط النشاط الودي الانتيابي بطرق متنوعة. تستخدم الأدوية لإنهاء النوبات أو منع حدوثها. تخضع المعالجة بالأكسجين عالي الضغط للدراسة أيضًا. استخدمت العديد من العلاجات، ولكن يختلف نجاحها بحسب الحالة. لم تطور لغاية الآن علاجات ناجحة ذات جودة وفعالية واسعة النطاق.

### العلاج الدوائي
تعتبر كبريتات المورفين وحاصرات بيتا أكثر الأدوية المستخدمة في علاج فرط النشاط الودي الانتيابي. يفيد المورفين في إيقاف النوبات النشطة، بينما تقي حاصرات بيتا من حدوثها. قد يكون استخدام الأدوية التالية مفيد في بعض الحالات: ناهضات الدوبامين والمركبات الأفيونية والبنزوديازيبينات والكلونيدين والباكلوفين. يعتبر الكلوربرومازين والهالوبيريدول من مضادات الدوبامين، ولهذا قد يؤدي استخدامهما إلى تفاقم أعراض فرط النشاط الودي الانتيابي في بعض الحالات. تستخدم هذه الأدوية لعلاج المتلازمة حاليًا، ولكن ما زالت مساراتها الدقيقة غير معروفة وفائدتها واسعة النطاق غير مؤكدة.

#### المورفين
يجهض المورفين النوبات النشطة، وفي بعض الأحيان يكون المورفين الدواء الوحيد المقاوم للفعالية الودية. يساعد المورفين في خفض معدلات التنفس وارتفاع ضغط الدم. يعطى بجرعات تتراوح ضمن المجال 2- 8 مليغرام، ولكن يمكن إعطاؤه بجرعات تصل حتى 20 مليغرام. يعتبر الغثيان والتقيؤ من الآثار الجانبية الشائعة، وقد يعاني بعض المرضى من أعراض السحب أحيانًا.

#### حاصرات بيتا
تعتبر حاصرات بيتا غير الانتقائية الدواء الأكثر فعالية في تقليل تواتر وشدة نوبات فرط النشاط الودي الانتيابي. تساعد هذه الفئة الدوائية في تقليل تأثير الكاتيكولامينات المنتشرة ومعدلات الأيض المرتفعة لدى هؤلاء المرضى. تساعد حاصرات بيتا أيضًا في تخفيف الحمى والتعرق، وتقلل من خلل التوتر العضلي في بعض الحالات. يشيع استخدام البروبانولول لأنه يخترق الحاجز الدموي الدماغي بشكل جيد نسبيًا. يُعطى عادةً بجرعات تتراوح ضمن المجال 20- 60 ميلغرام كل أربع إلى ست ساعات.

#### أدوية أخرى
يساعد الكلونيدين -ناهض لمستقبلات ألفا- في تقليل النشاط الودي المنطلق من منطقة تحت المهاد ويقلل من الكاتيكولامينات المنتشرة. يفيد الكلونيدين في خفض ضغط الدم ومعدل ضربات القلب، لكنه لا يؤثر على الأعراض الأخرى بشكل كبير. يزيد الكلونيدين أيضًا التثبيط الودي في جذع الدماغ. يساعد البروموكريبتين -وهو ناهض للدوبامين- في خفض ضغط الدم. تعتبر آثاره متواضعة، لكنها غير مفهومة جيدًا. يعمل الباكلوفين كناهض لمستقبلات جابا، ويفيد في علاج خلل التوتر العضلي لأنه يساعد في التحكم بالتشنجات العضلية. ترتبط البنزوديازيبينات بمستقبلات جابا وتعمل كمرخيات عضلية بالإضافة لدورها الخافض لضغط الدم ومعدلات التنفس. ومع ذلك، يرتبط استخدام هذه الأدوية بالزرق، وهو أحد الآثار الجانبية الخطيرة إلى حد ما. يمنع الغابابنتين إطلاق النواقل العصبية في القرن الظهري للحبل الشوكي ومناطق مختلفة من الجهاز العصبي المركزي. ولهذا، يساعد في علاج الأعراض الخفيفة. يتميز هذا الدواء بكونه قابل للتحمل لفترات أطول مقارنة بالعلاجات الدوائية الأخرى. يعالج الدانترولين خلل التوتر العضلي والحمى بتأثيره على تقلص العضلات وحلقات الاسترخاء؛ فهو يعيق إطلاق الكالسيوم من الشبكة الساركوبلازمية، وهذا بدوره يمنع تقلص العضلات. يساهم الدواء في تقليل معدل التنفس، وقد يحمل تأثيرات خطيرة جدًا على الكبد. يختلف استخدام هذه الأدوية بحسب الحالة، وتعتبر علاجات فعالة للأعراض. لا تستخدم الأدوية آنفة الذكر للوقاية من المتلازمة أو للشفاء منها. تختلف الفعالية -كما تختلف الأعراض- من مريض لآخر.

## الإنذار
تطول مدة إقامة المرضى الذين يصابون بفرط النشاط الودي الانتيابي بعد إصابة رضية في المستشفى أو في وحدات العناية المركزة –في الحالات التي تحتاج عناية مركزة. يكون المرضى أكثر عرضة للإنتان ويحتاجون أجهزة التنفس الصناعي لفترة أطول، وهذا قد يؤدي إلى ارتفاع خطر الإصابة بأمراض رئوية مختلفة. لا يؤثر فرط النشاط الودي الانتيابي على معدل الوفيات، لكنه يزيد من مقدار الوقت الذي يستغرقه المريض للتعافي من الإصابة، مقارنة بالمرضى الذين يعانون من إصابات مماثلة. يستغرق المرضى الذين يطورون فرط النشاط الودي الانتيابي عادةً وقت أطول للوصول إلى مستويات مماثلة من نشاط الدماغ مقارنة بالمرضى الذين لا يصابون به. ومع ذلك، يصل مرضى فرط النشاط الودي الانتيابي في النهاية إلى هذه المستويات نفسها.